# Aequidiplosis rara
Aequidiplosis rara är en tvåvingeart som beskrevs av Fedotova 2004. Aequidiplosis rara ingår i släktet Aequidiplosis och familjen gallmyggor. Inga underarter finns listade i Catalogue of Life.